# متجر بيانات

نظرة عامة على مستودع البيانات مع عرض متاجر البيانات في الجزء الأعلى الأيمن.

متجر البيانات هو نمط هيكل أو وصول خاص ببيئات مستودعات البيانات، يُستخدم لاسترداد البيانات التي يحتاجها العميل. يعد سوق البيانات مجموعة فرعية من مستودع البيانات وعادةً ما يكون موجهًا إلى خط عمل أو فريق عمل محدد. في حين أن مستودعات البيانات لها عمق على مستوى المؤسسة، فإن المعلومات الموجودة في أسواق البيانات تتعلق بقسم واحد. يعتبر كل قسم أو وحدة عمل مالكًا لسوق البيانات الخاص بها في بعض عمليات النشر، مثل جميع الأجهزة والبرامج والبيانات.  وهذا يمكّن كل قسم من عزل استخدام بياناته ومعالجتها وتطويرها.